# Heeze-Leende

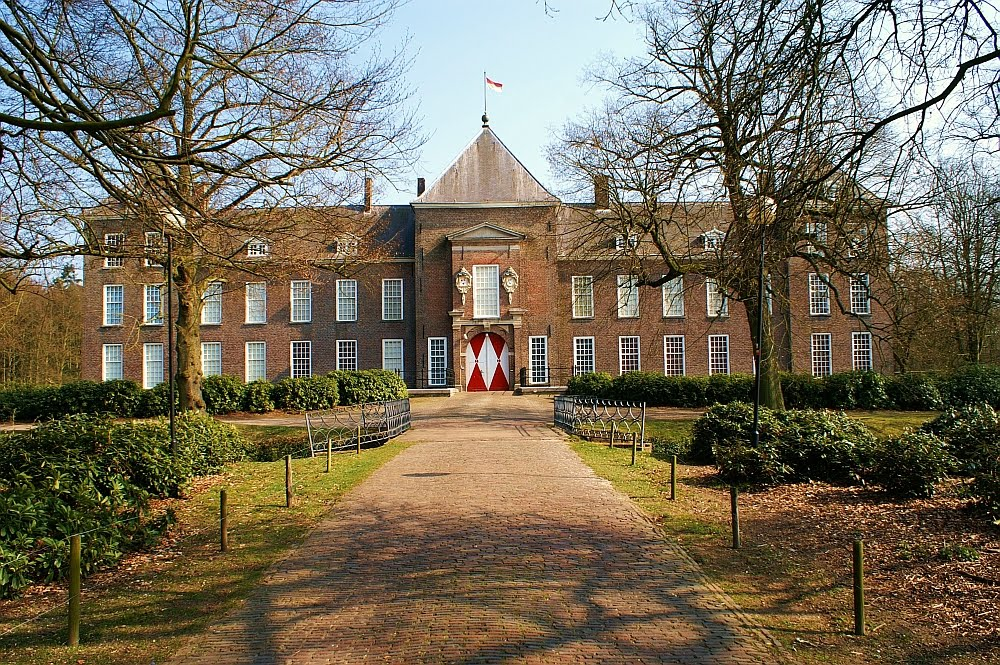
Heeze slott.

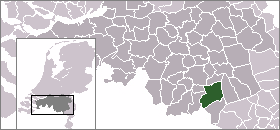
Lägeskarta

Heeze-Leende är en kommun i provinsen Noord-Brabant i Nederländerna. Kommunens totala area är 105,12 km² (där 1,19 km² är vatten) och invånarantalet är på 15 363 invånare (1 februari 2012).